# Magnus Hultman
Magnus Hultman, död augusti 1764 i Norrköping, var en svensk kron- och klockgjutare i Norrköping.

## Biografi
Hultman blev krongjutsmästare 1726 och fick burskap 3 november 1740. Magnus borgades med sin egendom och fick den genom giftet med Helena Börjesdotter, änka efter Elias Arenhardt. År 1735 fick Hultman i uppgift att gjuta en vårdklocka på tornet i Holmens bruk. 
År 1737, dagen före julafton, satte han upp en tolvarmad ljuskrona i Sankt Johannis kyrka. Den flyttades 1970 till Sankt Johannes kyrka.
Den största ljuskronan han gjorde var 1740 i Sankt Olai kyrka som hade 40 ljuspipor. Det sägs vara den största och ståligaste som tillverkats i landet.[källa behövs] År 1742 dog Ulrika Eleonora och i kyrkorna skedde månadslång klockringning vilket gjorde att många av klockorna behövdes gjutas om. Även 1751 efter Fredrik I:s död.
Magnus hustru Helena dog i november 1757 av ålderdomssvaghet. Magnus själv avled i augusti 1764 och blev 79 år gammal. Alla hans ägodelar testamenterades till fostersonen Elias Fries Toresson i Eliassläkten.
Under sin tid som klockgjutare lärde han upp gesällen Elias Arnell och lärlingen Lars Söderström.

## Gjutna klockor
| Kyrka                       | Gjutår | Övrigt            |
| --------------------------- | ------ | ----------------- |
| Dagsbergs kyrka             | 1723   | Ny 1790           |
| Sankt Olai kyrka            | 1724   | Från Johannesborg |
| Locknevi kyrka              | 1726   |                   |
| Bjälbo kyrka                | 1727   |                   |
| Horns kyrka                 | 1727   |                   |
| Flistads kyrka              | 1728   |                   |
| Skedevi kyrka               | 1728   |                   |
| Gårdeby kyrka               | 1730   |                   |
| Halla kyrka                 | 1730   |                   |
| Gammalkils kyrka            | 1731   |                   |
| Kisa kyrka                  | 1732   |                   |
| Kärna kyrka                 | 1732   |                   |
| Östra Tollstads kyrka       | 1732   |                   |
| Asby kyrka                  | 1733   |                   |
| Ledbergs kyrka              | 1733   |                   |
| Vikingstads kyrka           | 1733   |                   |
| Bankekinds kyrka            | 1734   |                   |
| Björsäters kyrka            | 1734   |                   |
| Skedevi kyrka               | 1735   |                   |
| Borgs kyrka                 | 1736   |                   |
| Godegårds kyrka             | 1736   |                   |
| Gistads kyrka               | 1738   |                   |
| Linderås kyrka              | 1739   |                   |
| Sankt Lars kyrka, Linköping | 1739   |                   |
| Tidersrums kyrka            | 1739   |                   |
| Ekeby kyrka                 | 1740   |                   |
| Nora kyrka                  | 1740   |                   |
| Trehörna kyrka              | 1740   | Avställd          |
| Kumla kyrka                 | 1741   |                   |
| Kättilstads kyrka           | 1741   |                   |
| Vårfrukyrkan, Skänninge     | 1741   | Ny år 1900        |
| Veta kyrka                  | 1741   |                   |
| Järstads kyrka              | 1742   |                   |
| Grebo kyrka                 | 1742   |                   |
| Kuddby kyrka                | 1742   |                   |
| Konungsunds kyrka           | 1742   |                   |
| Motala kyrka                | 1742   |                   |
| Torpa kyrka                 | 1742   |                   |
| Östra Ny kyrka              | 1742   |                   |
| Östra Tollstads kyrka       | 1742   |                   |
| Gärdserums kyrka            | 1743   |                   |
| Herrberga kyrka             | 1744   |                   |
| Pelarne kyrka               | 1744   |                   |
| Ringarums kyrka             | 1744   |                   |
| Sunds kyrka                 | 1744   |                   |
| Svanshals kyrka             | 1744   | Ny 1927           |
| Östra Hargs kyrka           | 1744   |                   |
| Röks kyrka                  | 1745   | Avställd          |
| Säby kyrka                  | 1745   |                   |
| Viby kyrka                  | 1745   |                   |
| Lönneberga kyrka            | 1746   |                   |
| Säby kyrka                  | 1746   |                   |
| Värna kyrka                 | 1746   |                   |
| Västra Ny kyrka             | 1746   |                   |
| Yxnerums kyrka              | 1746   |                   |
| Kimstads kyrka              | 1747   | Ny 1854           |
| Skönberga kyrka             | 1747   |                   |
| Sankt Johannis kyrka        | 1747   | Ny 1906           |
| Tingstads kyrka             | 1747   |                   |
| Gårdeby kyrka               | 1748   |                   |
| Hycklinge kyrka             | 1748   | Ny 1814           |
| Västerlösa kyrka            | 1748   |                   |
| Ulrika kyrka                | 1749   | Ny 1926           |
| Högby kyrka                 | 1750   |                   |
| Östra Skrukeby kyrka        | 1750   |                   |
| Konungsunds kyrka           | 1751   |                   |
| Kättilstads kyrka           | 1751   |                   |
| Sankt Olai kyrka            | 1751   | Ny 1825           |
| Sankt Olai kyrka            | 1751   | Ny 1825           |
| Gusums kyrka                | 1752   | Ny 1902           |
| Drothems kyrka              | 1752   |                   |
| Ekebyborna kyrka            | 1752   |                   |
| Appuna kyrka                | 1753   |                   |
| Åtvids gamla kyrka          | 1753   |                   |
| Hannäs kyrka                | 1754   |                   |
| Tryserums kyrka             | 1754   |                   |
| Västra Eneby kyrka          | 1754   |                   |
| Östra Eneby kyrka           | 1754   |                   |
| Asby kyrka                  | 1755   |                   |
| Horns kyrka                 | 1758   |                   |
| Kvillinge kyrka             | 1758   |                   |
| Vånga kyrka                 | 1763   | Ny 1818           |